# Oliver Janich
Oliver Janich (München, 3 januari 1969) is een Duitse journalist, auteur en was politicus voor de Partei der Vernunft (pdv). Hij was leider van de pdv vanaf de oprichting in mei 2009 tot 2013.

## Publicaties
- Money-Management. Rationalität und Anwendung des Fixed-fractional-Ansatzes. TM-Börsenverlag, Rosenheim 1996, ISBN 3-930851-10-5
- Das Kapitalismus-Komplott. Die geheimen Zirkel der Macht und ihre Methoden. FinanzBuch-Verlag, München 2010, ISBN 978-3-89879-577-7